# Mortons Gap (Kentucky)
Mortons Gap est une ville américaine située dans le comté de Hopkins, dans le Kentucky. Selon le recensement de 2020, sa population est de 728 habitants.